# Veredas (Ciudad Real)
Veredas es una localidad española del municipio de Almodóvar del Campo, perteneciente a la provincia de Ciudad Real, en la comunidad autónoma de Castilla-La Mancha.

## Historia
Hacia mediados del siglo XIX, el lugar era mencionado como una aldea perteneciente a Almodóvar del Campo. Aparece descrito en el decimoquinto volumen del Diccionario geográfico-estadístico-histórico de España y sus posesiones de Ultramar de Pascual Madoz de la siguiente manera:

VEREDAS: ald. en la prov. de Ciudad-Real (10 leg.), part. jud. y térm. de Almodóvar del Campo (4); sit. en la cumbre al pie del puerto de su nombre que da paso al valle de la Alcudia; tiene varias casas malas, una igl. (San Isidro), filial de Almodóvar y servida por un teniente, y una fuente de buen agua. El terreno es pedregoso y de monte abundante de caza en cuya profesion son muy diestros aquellos naturales; en los demas estremos con Almodóvar (V.).
(Madoz, 1849, p. 674)

En 2022, la entidad singular de población tenía empadronados 30 habitantes y el núcleo de población 17 habitantes.

## Patrimonio
En el lugar hay una iglesia bajo la advocación de San Isidro.